# Vukovo Selo
Vukovo Selo falu Horvátországban Zágráb megyében. Közigazgatásilag Brdovechez tartozik.

## Fekvése
Zágráb központjától 25 km-re, községközpontjától 7 km-re északnyugatra a Szutla bal partján, a szlovén határ mellett fekszik.

## Története
A falunak 1857-ben 131, 1910-ben 200 lakosa volt. Trianon előtt Zágráb vármegye Zágrábi járásához tartozott. 2011-ben a falunak 425 lakosa volt.
Önkéntes tűzoltó egyletét 1946-ban alapították. A falunak vasútállomása van a Zágráb-Kumrovec vonalon.

## Lakosság
| Lakosság változása | Lakosság változása | Lakosság változása | Lakosság változása | Lakosság változása | Lakosság változása | Lakosság változása | Lakosság változása | Lakosság változása | Lakosság változása | Lakosság változása | Lakosság változása | Lakosság változása | Lakosság változása | Lakosság változása | Lakosság változása |
| ------------------ | ------------------ | ------------------ | ------------------ | ------------------ | ------------------ | ------------------ | ------------------ | ------------------ | ------------------ | ------------------ | ------------------ | ------------------ | ------------------ | ------------------ | ------------------ |
| 1857               | 1869               | 1880               | 1890               | 1900               | 1910               | 1921               | 1931               | 1948               | 1953               | 1961               | 1971               | 1981               | 1991               | 2001               | 2011               |
| 131                | 144                | 148                | 161                | 190                | 200                | 219                | 262                | 298                | 307                | 335                | 325                | 333                | 325                | 381                | 425                |

## Külső hivatkozások
- Brdovec község hivatalos oldala
- A Szent Vid plébánia honlapja Archiválva 2013. szeptember 8-i dátummal a Wayback Machine-ben
- A megye turisztikai egyesületének honlapja